# Min klassiker
Min klassiker är en svensk realityserie som hade premiär på TV6 den 18 november 2019. Säsong 1 av serien har totalt 10 avsnitt och alla går att se på deras officiella hemsida.

## Handling
I programmet ska programledaren Stephan Wilson coacha fyra helt vanliga svenskar till att genomföra En svensk klassiker, dvs under ett samma år genomföra Vasaloppet, Vätternrundan, Vansbrosimningen och Lidingöloppet. De fyra deltagarna är Line Synnöve Bengtsson, Susanne Nordqvist, Ulrica Johansson och Michel Stetsko. Till sin hjälp har de fyra deltagarna två mentorer, den före detta skidåkaren Johan Olsson och triathleten Annie Thorén. 